# Яновский, Филипп Николаевич
Филипп Николаевич Яновский (1822—1888) — генерал-лейтенант морской артиллерии, морской агент в Париже.

## Биография
Филипп Яновский родился 22 октября (3 ноября) 1822 года. Помещенный в одиннадцать лет в морское артиллерийское училище юнгой, он пять лет спустя начал свою действительную службу унтер-офицером 3-го класса в пятой бригаде морской артиллерии и в течение десяти лет крейсировал в Чёрном море и Архипелаге на корабле «Гавриил», фрегате «Браилов», шхуне «Забияка» и пароходофрегате «Херсонес».
В 1840 году участвовал в десантной высадке при занятии укрепления Цемес, а 1 января 1846 года был произведен в прапорщики.
Переведенный в 1848 году в Балтийский флот, Яновский недолго оставался во флоте и 8 августа 1851 года был назначен в артиллерийский департамент морского министерства. Во время службы в этом департаменте он в 1856 году был командирован с особым поручением в Швецию.
В 1860 году, при преобразовании морского министерства, Яновский был назначен начальником чертежной артиллерийской мастерской, в следующем году произведен в капитаны, а 30 августа 1864 года — в подполковники.
31 декабря 1866 года Ф. Н. Яновский был назначен делопроизводителем канцелярии морского министерства, Яновский 20 мая 1868 года был произведен в полковники и в том же году командирован для осмотра хозяйственных частей в портах Чёрного моря, ревельском, свеаборгском и каспийском.
С 23 июля 1873 года Филипп Николаевич Яновский состоял чиновником особых поручений IV класса при управляющем морским министерством и с 1874 по 1880 год провел в командировке в Бельгии и Франции, где наблюдал за исполнением заказанных русским правительством малоколиберных ружей, пистолетов, револьверов и скорострельных пушек системы Гочкиса.
Произведенный 20 апреля 1880 года в генерал-майоры, Ф. Яновский два года спустя был отчислен от занимаемой им должности, назначен состоять при артиллерийском отделе морского технического комитета и снова командирован в Париж в качестве российского морского агента. В этом звании он оставался до увольнения в отставку, последовавшую 22 декабря 1886 года, с производством в генерал-лейтенанты. Выйдя в отставку, Яновский остался жить в Париже.
Филипп Николаевич Яновский скончался 17 (29) января 1888 года во французской столице.

## Награды
За время службы Ф. Н. Яновский был удостоен наград:
- орден Святого Станислава 3-й степени (1858)
- орден Святой Анны 3-й степени (1863)
- орден Святого Станислава 2-й степени (1867)
- орден Святой Анны 2-й степени (1871)
- орден Святого Владимира 3-й степени (1873)
- орден Святого Станислава 1-й степени (1886)